# Niamh Smyth

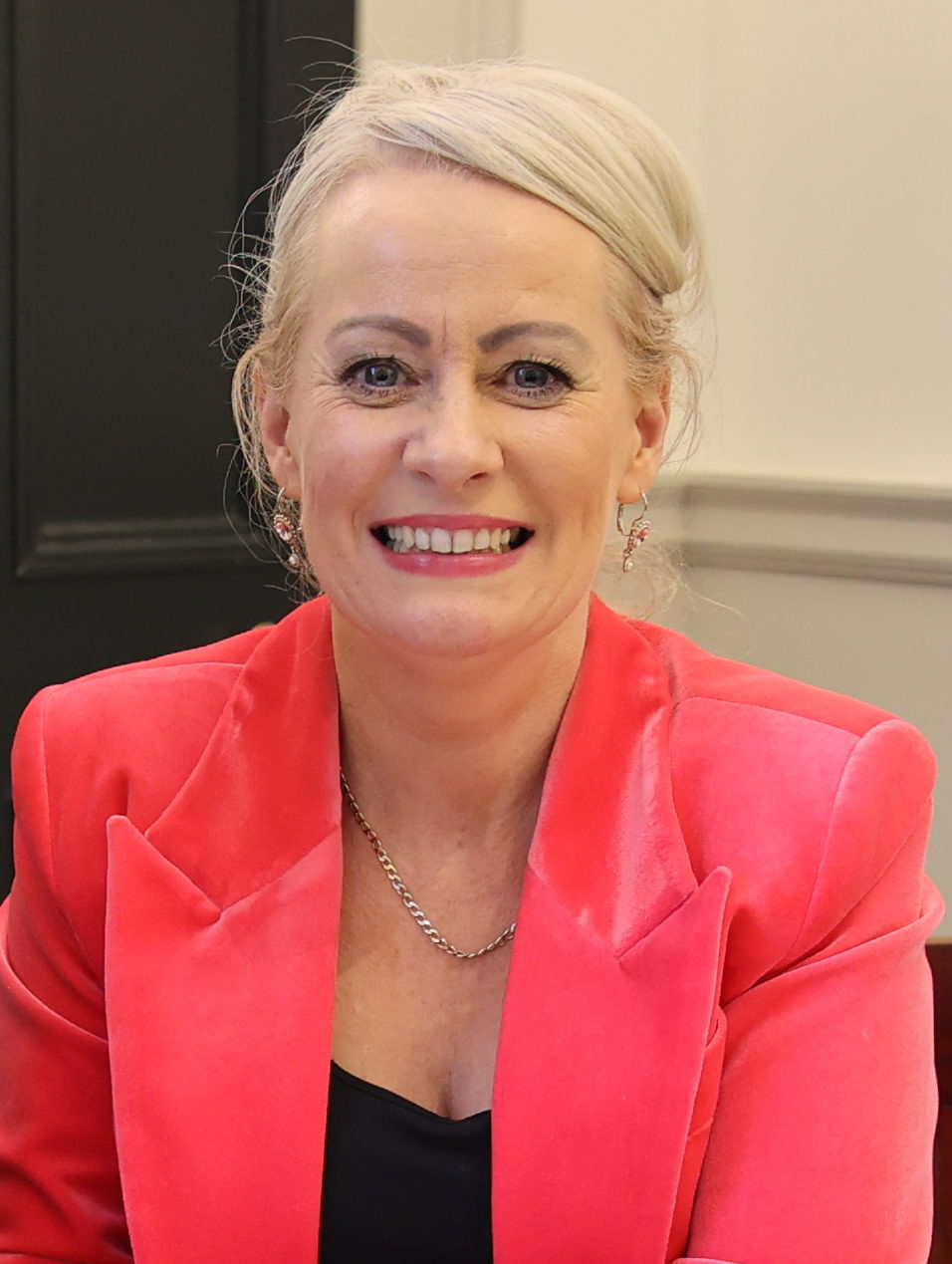
Niamh Smyth (2024).

Niamh Smyth (* 5. Mai 1978 in Cavan) ist eine irische Politikerin der Fianna Fáil.

## Biografie
Smyth machte ihren Abschluss am National College of Art and Design. Vor ihrem Einzug in die Politik war sie als Lehrerin an weiterführenden Schulen sowie im Bereich Kunst und Pädagogik am Studienseminar des County Cavan tätig. 2009 und 2014 wurde sie an ihrem Wohnsitz in Bailieborough in den Cavan County Council gewählt. Bei den Wahlen zum Dáil Éireann 2016 gelang ihr dann der Einzug in Dáil für den Wahlkreis Cavan-Monaghan.
Bei den Wahlen 2020 und 2024 konnte sie ihren Sitz jeweils verteidigen.
In der Regierung Martin II wurde sie zur Staatsministerin für Handelserleichterungen, künstliche Intelligenz und digitale Transformation ab Januar 2025 ernannt.

## Privates
Von ihrem Ehemann James Conaty, den sie 2011 geheiratet hatte und mit dem sie eine 2016 geborene Tochter hat, lebt sie seit 2018 getrennt. Ihr Großonkel war der Politiker und frühere Landwirtschaftsminister Patrick Smith.